# Число Галілея
Число, або критерій Галілея ({\displaystyle \mathrm {Ga} }) — один з критеріїв подібності, використовується у гідродинаміці та теплопередачі і одержується з комбінації інших критеріїв подібності:
{\displaystyle \mathrm {Ga} =\mathrm {Re^{2}/Fr} ={\frac {g\rho ^{2}l^{3}}{\mu ^{2}}},}
где
- {\displaystyle \mathrm {Re} } — число Рейнольдса ({\displaystyle \mathrm {Re} ={\frac {\rho vl}{\mu }}});
- {\displaystyle \mathrm {Fr} } — число Фруда ({\displaystyle \mathrm {Fr} ={\frac {v^{2}}{gl}},})
- {\displaystyle g} — прискорення вільного падіння ({\displaystyle g\approx 9{,}81} м/с²);
- {\displaystyle \rho } — густина, кг/м³;
- {\displaystyle l} — визначний розмір, м;
- {\displaystyle \mu } — динамічна в'язкість, Па·с.

Число Галілея показує співвідношення між силами гравітації та силами в'язкості у середовищі.